# سان رامون ده لا نوئوا اوران
سان رامون ده لا نوئوا اوران (به اسپانیایی: San Ramón de la Nueva Orán) شهری در کشور آرژانتین، استان سالتا است که در سال ۲۰۰۹ میلادی، حدود ۶۶٬۹۱۵ نفر جمعیت داشته است.